# Graham Watson
Graham Robert Watson (født 23. marts 1956) er siden 1999 britisk medlem af Europa-Parlamentet, valgt for Liberal Democrats (indgår i parlamentsgruppen ALDE).